# Iochroma ayabacense
Iochroma ayabacense är en potatisväxtart som beskrevs av S.Leiva. Iochroma ayabacense ingår i släktet Iochroma och familjen potatisväxter. Inga underarter finns listade i Catalogue of Life.